# مغيرة
المُغَيِّرَة هي شكلةٌ «¨» مستخدمة للإشارة كتابيًا (جزء من الحروف كما في ⟨ä⟩ و ⟨ö⟩ و ⟨ü⟩ ) نتيجة تغير اللفظ فيُنطق المُصوتُ الخلفي مصوتًا أماميًّا (على سبيل المثال تتغير كل [a] و[ɔ] و[ʊ] إلى [ɛ] و[œ] و [ʏ] على التوالي). يُستخدم المصطلح في الألمانية أيضًا للإشارة إلى عملية تغير اللفظ، مغيرة جرمانية.
تتكون الشكلة في شكلها المطبوع المعاصر من نقطتين موضوعتين فوق الحرف لتمثيل صوت حرف العلة المتغير. وهي تبدو مطابقة للفاكَّة المستخدمة في اللغات الأوربية الأُخَر.